# Autorité Del Bo
L’autorité Rinaldo Del Bo est la cinquième haute autorité de la Communauté européenne du charbon et de l'acier (CECA), en fonction entre le 22 octobre 1963 et le 8 mars 1967.

## Composition
| Image                    | Nom                  | Fonction                                                                              | Responsabilité dans d’autres groupes de travail | Parti | Parti                      | Pays                 |
| ------------------------ | -------------------- | ------------------------------------------------------------------------------------- | ----------------------------------------------- | ----- | -------------------------- | -------------------- |
| Rinaldo Del Bo           | Rinaldo Del Bo       | - Président de la Haute Autorité de la Communauté européenne du charbon et de l’acier |                                                 |       | Démocratie chrétienne      | Italie               |
| Johannes Linthorst Homan | Hans Linthorst Homan | - Premier vice-président de la Haute Autorité                                         |                                                 |       | Indépendant                | Pays-Bas             |
| Albert Coppé             | Albert Coppé         | - Second vice-président de la Haute Autorité                                          |                                                 |       | Parti populaire chrétien   | Belgique             |
| Paul Finet               | Paul Finet           |                                                                                       |                                                 |       | Indépendant                | Belgique             |
| Fritz Hellwig            | Fritz Hellwig        |                                                                                       |                                                 |       | Union chrétienne-démocrate | Allemagne de l'Ouest |
| Karl-Maria Hettlage      | Karl Maria Hettlage  |                                                                                       |                                                 |       | Zentrum                    | Allemagne de l'Ouest |
| Roger Reynaud            | Roger Reynaud        |                                                                                       |                                                 |       | Indépendant                | France               |
| Pierre-Olivier Lapie     | Pierre-Olivier Lapie |                                                                                       |                                                 |       | Indépendant                | France               |
| Albert Wehrer            | Albert Wehrer        |                                                                                       |                                                 |       | Indépendant                | Luxembourg           |

## Sources

## Compléments